# قتاد معياري
القَتَاد المعياري (باللاتينية: Astragalus vexillaris) نوع نباتي عشبي من جنس القتاد.

## البيئة والانتشار
موطنه بلاد الشام وتركيا.